# برايس باني
برايس باني (بالإنجليزية: Brice Bunny)‏ هو قاضي وسياسي أسترالي، ولد في 1820، وتوفي في 2 يونيو 1885. انتخب عضو الجمعية التشريعية فيكتوريا.